# Pénétrante de Mascara
La pénétrante de Mascara est une autoroute de 43 km, en construction en Algérie, dont 22 km ont été livrés à la circulation.

## Projet
La pénétrante de Mascara fait partie des projets de pénétrantes autoroutières devant relier l'Autoroute Est-Ouest à plusieurs villes des Hauts Plateaux. Celle de Mascara qui a été annoncée en 2010 doit relier l'Autoroute Est-Ouest depuis la sortie n°60 dans la commune de Sig à la commune de Tizi dans la plaine de Ghriss, à quelques kilomètres de la ville de Mascara.
Cette autoroute longue de 43 km traverse la wilaya de Mascara du nord-ouest au sud-est. Un profil en 2x3 voies, avec 4 viaducs dont un long de 1 850 m,.

## Travaux
Les études ont été réalisées par le bureau d'étude algérien SAETI.
Le projet divisé en deux lots a été attribué en gré à gré en avril 2014 au groupement sino-algérien GPAM (Shan Dong Luqioad, SNC Mezoughi, SEROR et SNTP) pour le lot 1 de 25 km et au groupement hispano-algérien composé de CHM infraestructuras, Levantinas Ingenieria y Construccion (LIC), ETP Benzamia et SARL Irrigout pour le lot 2 de 18 km. Le tout pour un montant de 35 milliards de DZD (320 millions d'€) et un délai de 24 mois.
Les travaux ont été officiellement lancés le 20 septembre 2014 par le ministre des travaux publics Abdelkader Kadi.
Après plusieurs années de de travaux au ralenti, le projet à été relancé en 2023 par le nouveau ministres des infrastructures de base Lakhdar Rekhroukh.
Le taux d'avancement de la seconde section de 18 km était de 65% selon le ministre, en raison des obstacles présents au niveau du couloir, des modifications importantes ont été apportées à ce projet qui ont conduit à des augmentations importantes du volume des travaux, notamment le changement de tracé, les travaux de terrassement, les ouvrages d’art et hydrauliques.
Cette relance a permis la livraison d’un deuxième tronçon de 15 km en août 2025. 

## Livraison
- Le 6 avril 2019, un premier tronçon de 8 km entre l'autoroute est-ouest et la ville Sig a été livrée[5].
- Le 5 août 2025, un second de tronçon de 15 km jusqu'à la ville de Hacine a été inauguré par les ministres des travaux Ppublics et des transports[6].